# Сент-Джорджес
Сент-Джо́рджес (англ. St. George's) — місто з населенням 4300 мешканців (2004), столиця Гренади. Місто розташоване на південно-західному узбережжі острова Гренада, на невеликому півострові з неглибокою зовнішньою затокою і глибокою внутрішньою бухтою. Середня висота міста над рівнем моря 188 метрів. Над бухтою Сент-Джорджеса підносяться три старих форти. Міжнародний аеропорт імені Моріса Бішопа знаходиться за 8 кілометрів від міста.

## Історія
Місто було засноване французькими поселенцями 1650 року. 1762 було захоплене англійцями, у період подальших 20 років поперемінно переходило під контроль то французів, то англійців. 1783 року за Паризьким договором острів і місто остаточно відійшли до Великої Британії. З 1885 по 1958 рік місто було столицею Британських Навітряних островів. З 7 лютого 1974 року Сент-Джорджес став столицею незалежної Гренади.
Після лівого перевороту в 1979 році до влади на острові прийшли прокомуністичні лідери на чолі з Морісом Бішопом, у жовтні 1983 року в результаті внутрішньопартійної гризні Моріс Бішоп і ряд його прихильників були вбиті, а через кілька днів на острів вторглися війська США, і до влади прийшов проамериканський уряд.
2004 року ураган «Іван» обрушився на місто і острів. Ураган викликав значні руйнування по всьому острову і завдав колосальної шкоди інфраструктурі Гренади. Було підраховано, що близько 90% будинків на острові були пошкоджені, а плантації мускатного горіха, які є ключовими для економіки Гренади, були знищені. Рік по тому за допомогою міжнародних донорів (Канади, Сполучених Штатів, Китаю, Венесуели, Тринідаду і Тобаго і Європейського союзу) на Гренаді почалися роботи по відновленню економіки.

## Пам'ятки

### Водоспади Сент-Маргарет
Водоспади Сент-Маргарет (або «Сім сестер») — каскад з семи водоспадів, які оточені смарагдовою рослинністю тропічного лісу в лісовому заповіднику Гранд-Етан. Шлях по гірській стежці займає близько трьох годин навіть для досвідчених туристів.

### Католицький собор
Вежа собору була побудована 1818 року. Інтер'єр церкви пофарбований в яскраві кольори.

### Англіканська церква
Англіканська церква Сент-Джордж була побудована 1825 року, а пізніше, 1904 року, був встановлений годинник, бій курантів повторює передзвін Вестмінстерського абатства. Церква була зруйнована ураганом «Іван» 2004 року.

### Форт Джордж
На мисі, західніше гавані, розташований форт Джордж. Він був побудований в 1705 році французами, значна частина його будівель і зараз використовується поліцією. Більша частина форту не була пошкоджена ураганом і відкрита для відвідувачів. Проте, будівлі дуже занепали.

### Національний музей Гренади
Національний музей Гренади розташований у французьких казармах, які датуються 1704 роком і які згодом служили в'язницею. Будівля також використовувалася як перший готель на острові. У музеї представлені різні історичні предмети, в тому числі артефакти карибів і араваків, машини і обладнання для переробки цукрового очерету, предмети китобійного промислу і мармурова ванна Жозефіни Бонапарт.

## Клімат
Сент-Джорджес знаходиться в зоні саванного клімату (Aw за класифікацією кліматів Кеппена). Середня температура становить близько 26 °C. У місті тільки два сезони: сухий сезон — з січня по травень, сезон дощів — з червня до кінця року. Дощі бувають і в сухий сезон, але вони йдуть не більше 5 хвилин. Сірі хмари над горами — перша ознака дощу.
| Клімат Сент-Джорджесу    | Клімат Сент-Джорджесу | Клімат Сент-Джорджесу | Клімат Сент-Джорджесу | Клімат Сент-Джорджесу | Клімат Сент-Джорджесу | Клімат Сент-Джорджесу | Клімат Сент-Джорджесу | Клімат Сент-Джорджесу | Клімат Сент-Джорджесу | Клімат Сент-Джорджесу | Клімат Сент-Джорджесу | Клімат Сент-Джорджесу | Клімат Сент-Джорджесу |
| Показник                 | Січ.                  | Лют.                  | Бер.                  | Квіт.                 | Трав.                 | Черв.                 | Лип.                  | Серп.                 | Вер.                  | Жовт.                 | Лист.                 | Груд.                 | Рік                   |
| Абсолютний максимум, °C  | 32                    | 32                    | 33                    | 32                    | 33                    | 33                    | 32                    | 34                    | 32                    | 33                    | 36                    | 34                    | 36                    |
| Середній максимум, °C    | 28,3                  | 28,8                  | 29,4                  | 30                    | 30                    | 29,4                  | 28,8                  | 29,4                  | 30                    | 29,4                  | 28,8                  | 28,8                  | 29,3                  |
| Середній мінімум, °C     | 23,8                  | 23,8                  | 24,4                  | 25,5                  | 26,6                  | 25,5                  | 25,5                  | 25,5                  | 25,5                  | 25,5                  | 25                    | 24,4                  | 25,1                  |
| Абсолютний мінімум, °C   | 14                    | 18                    | 21                    | 22                    | 22                    | 22                    | 19                    | 21                    | 23                    | 15                    | 18                    | 16                    | 14                    |
| Норма опадів, мм         | 47.75                 | 44.45                 | 24.38                 | 16.26                 | 55.37                 | 143.76                | 228.34                | 293.12                | 273.30                | 181.86                | 87.38                 | 54.61                 | 1450.58               |
| ------------------------ | --------------------- | --------------------- | --------------------- | --------------------- | --------------------- | --------------------- | --------------------- | --------------------- | --------------------- | --------------------- | --------------------- | --------------------- | --------------------- |
| Джерело: Intellicast.com |                       |                       |                       |                       |                       |                       |                       |                       |                       |                       |                       |                       |                       |

## Галерея

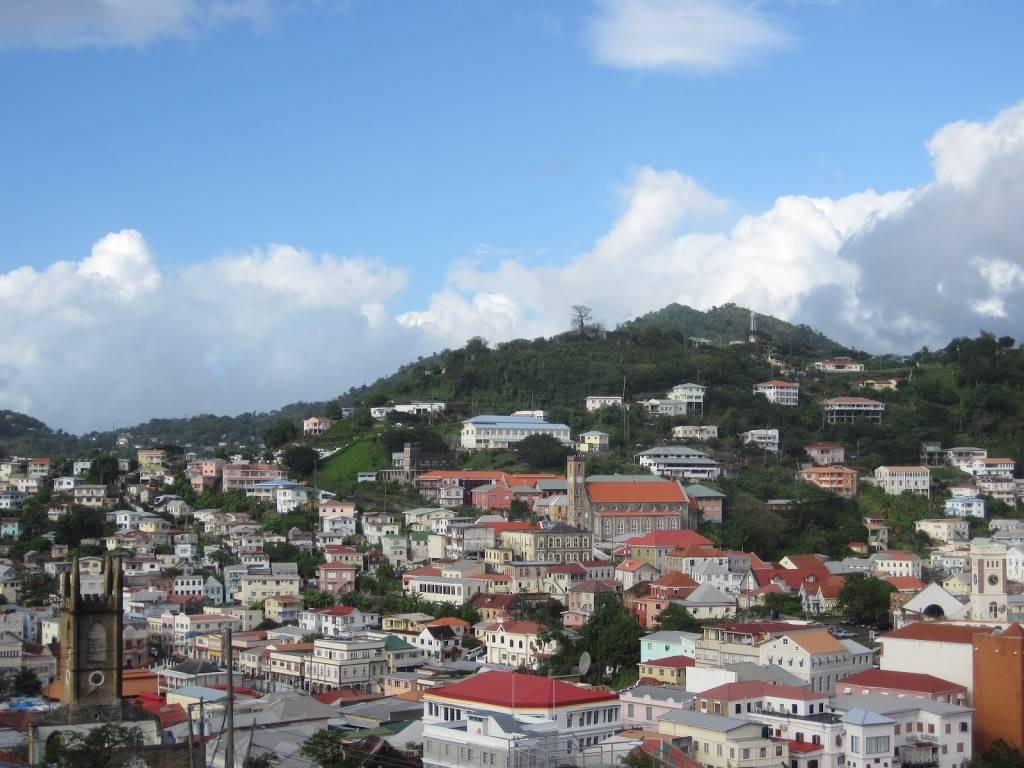
Центр міста
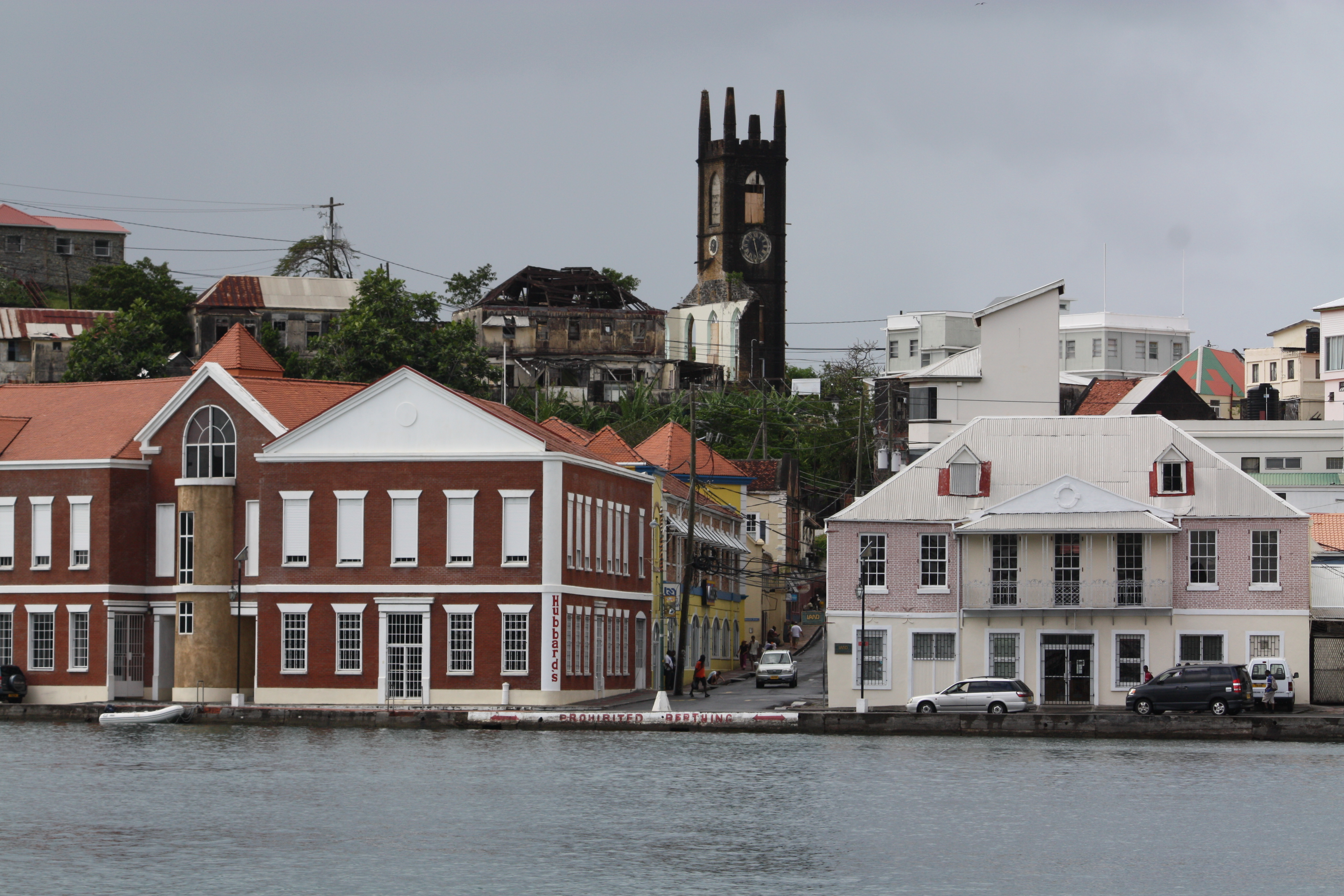
Кут Варф-роуд і Янг-стріт, на задньому плані - руїни пресвітеріанської церкви.
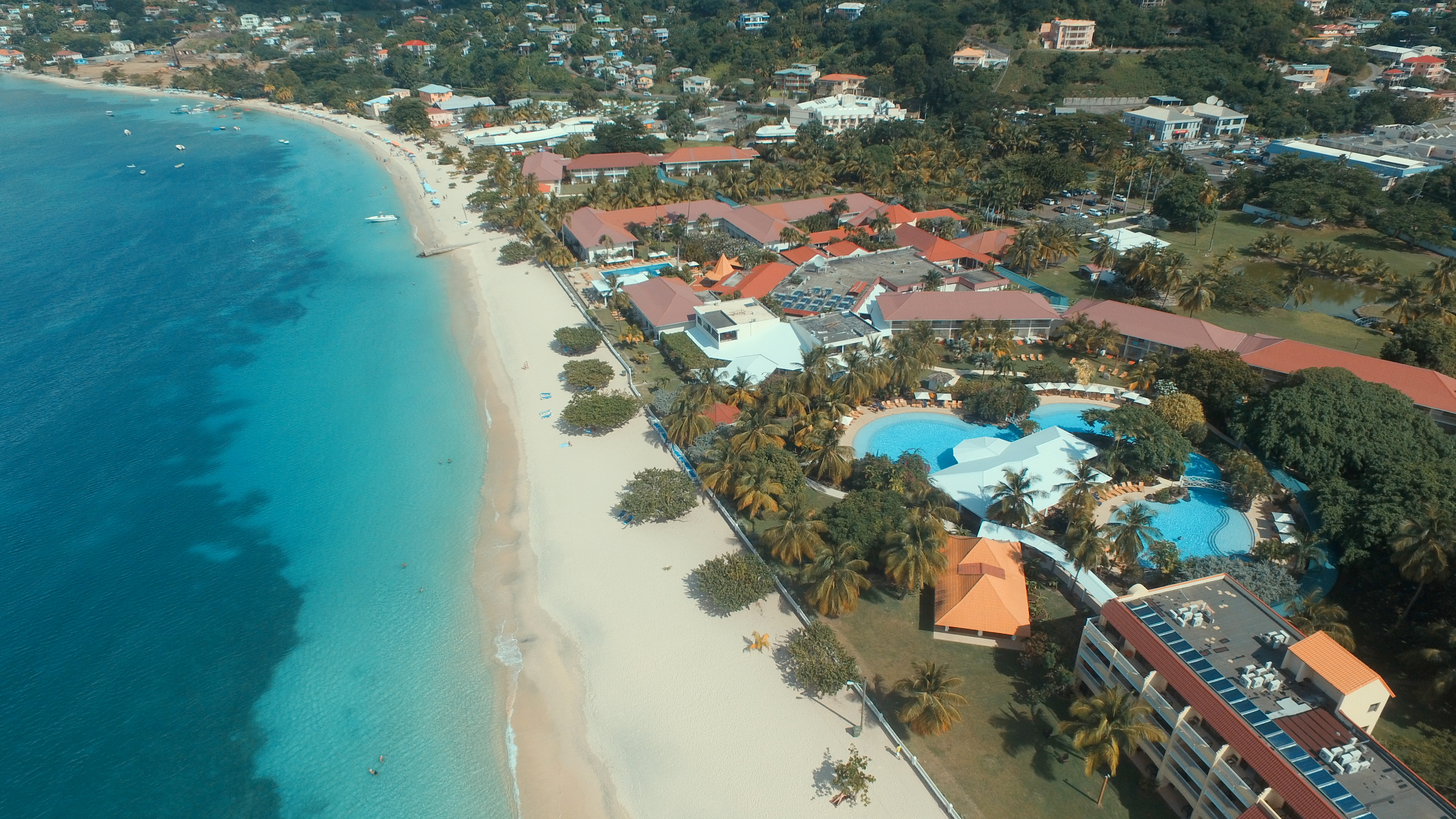
Берег Карибського моря
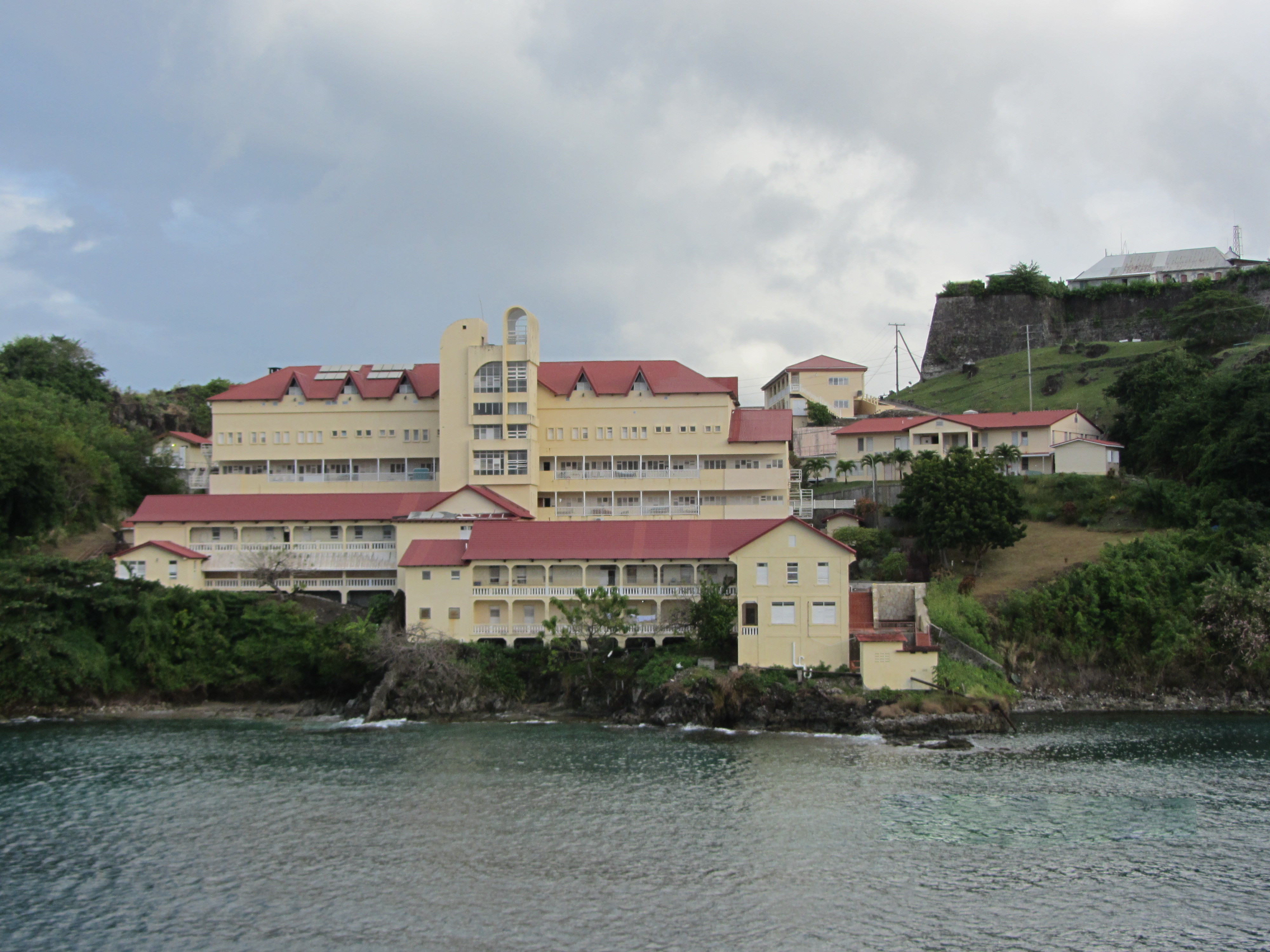
Лікарня Сент-Джордж
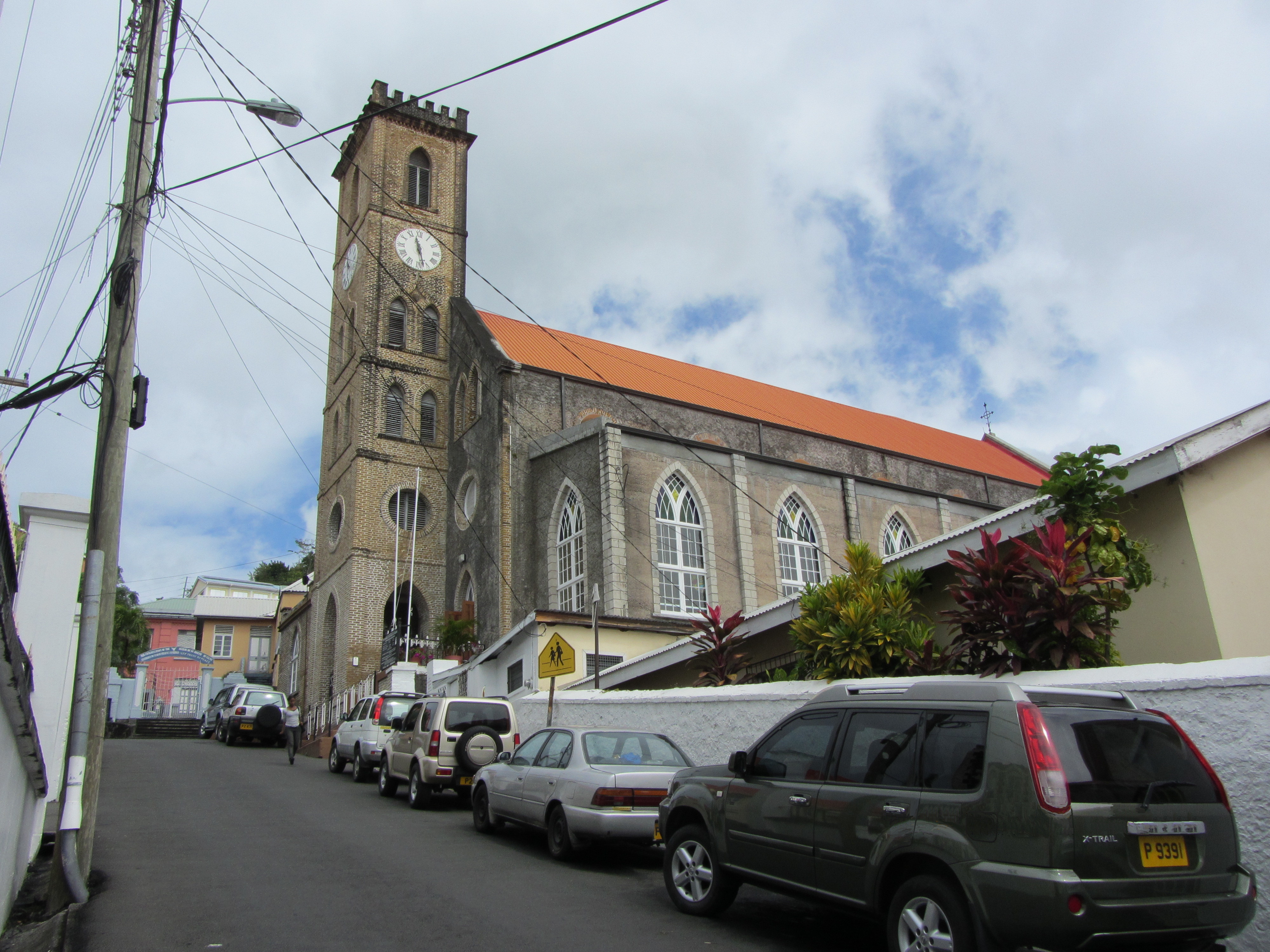
Собор Непорочного Зачаття
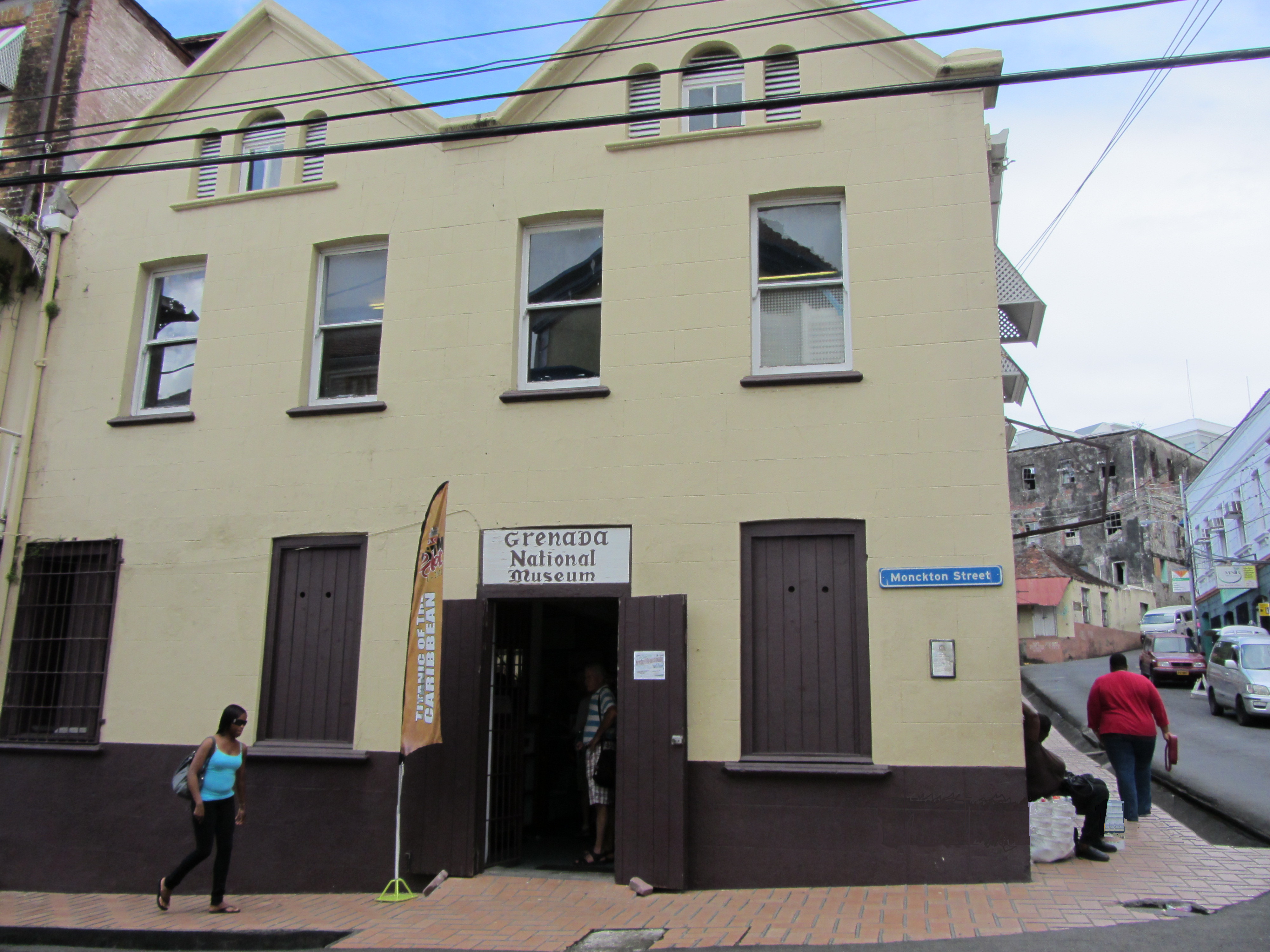
Національний музей Гренади
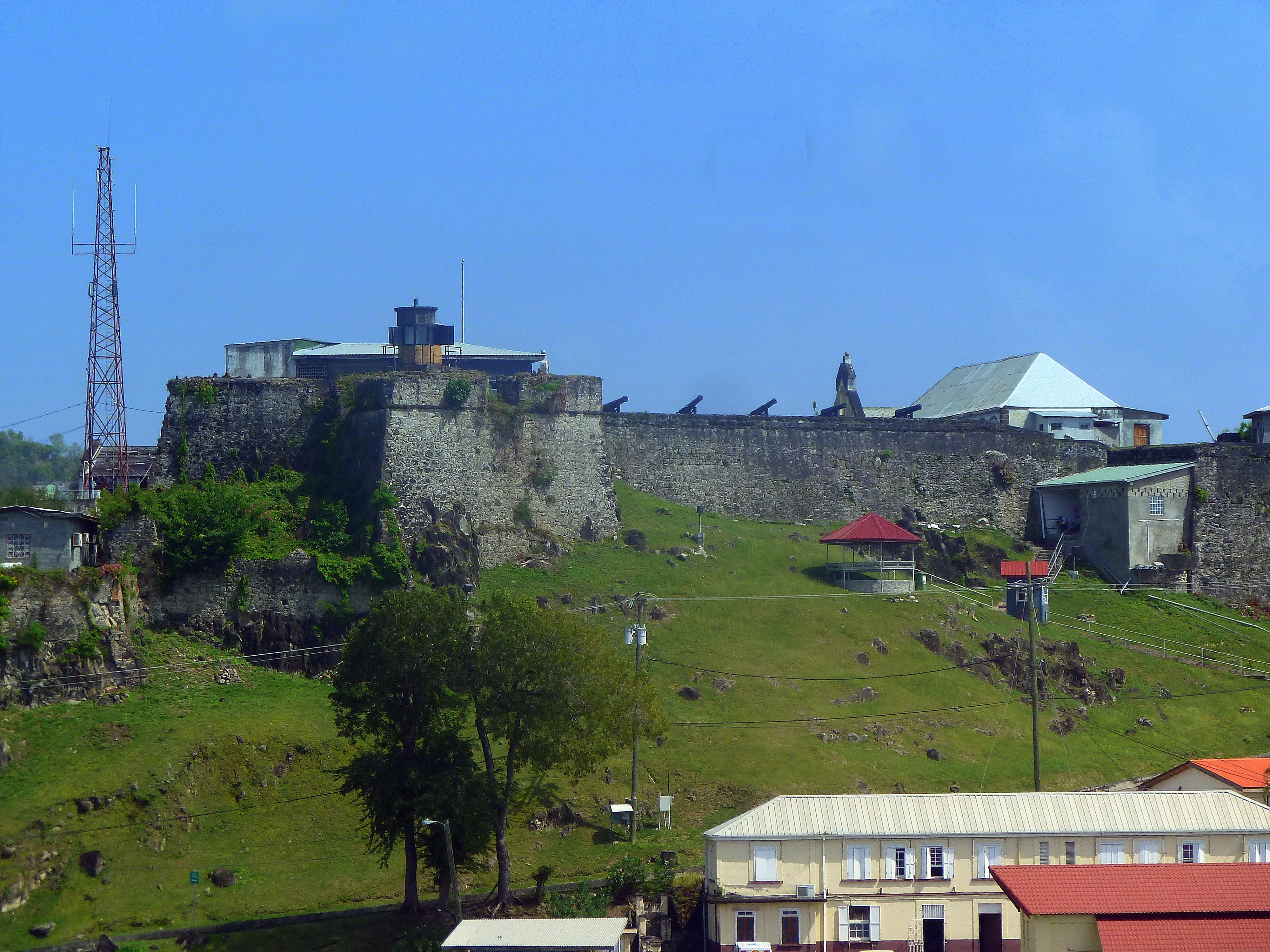
Форт Джордж
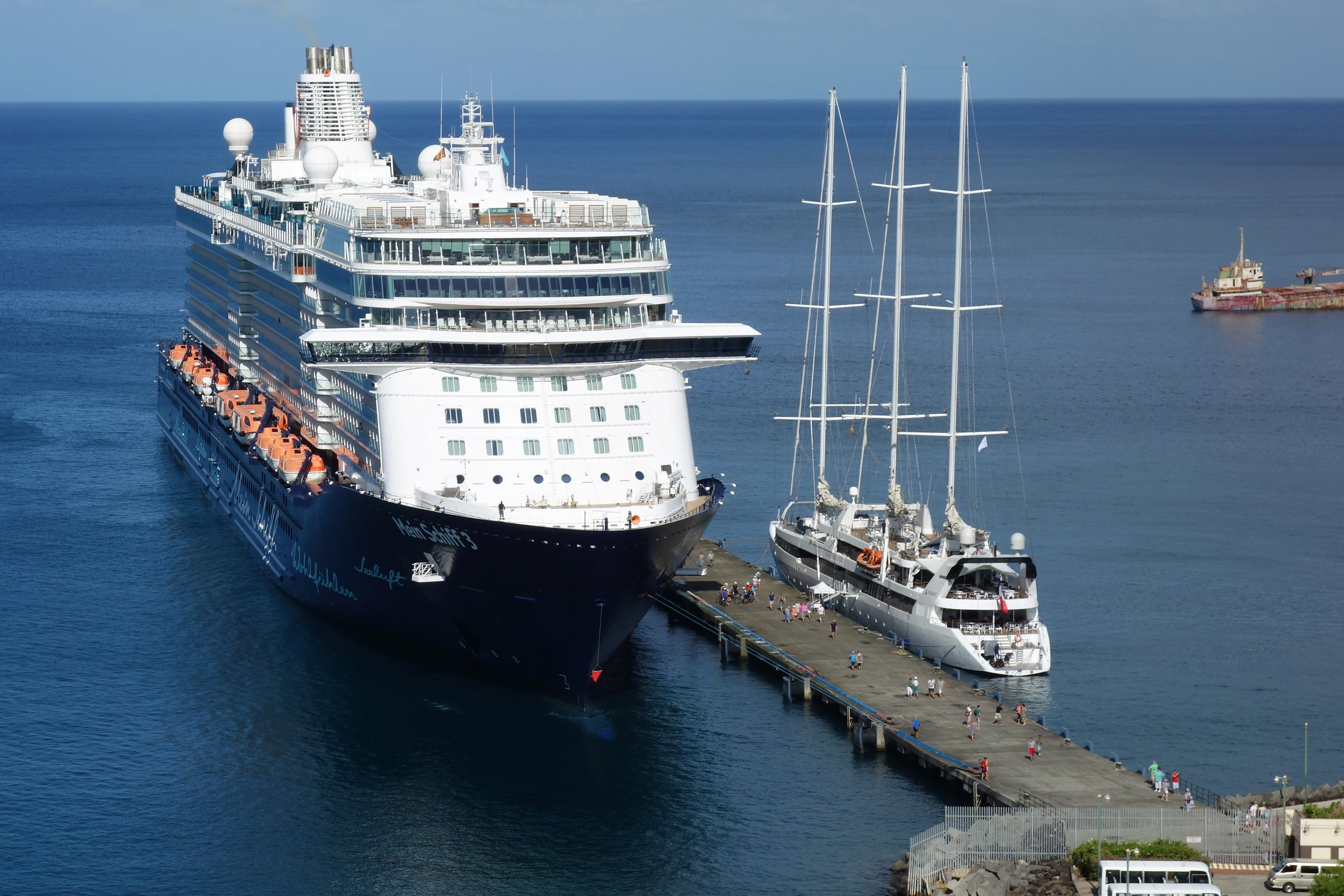
Круїзне судно «Mein Schiff 3» в порту Сент-Джорджес
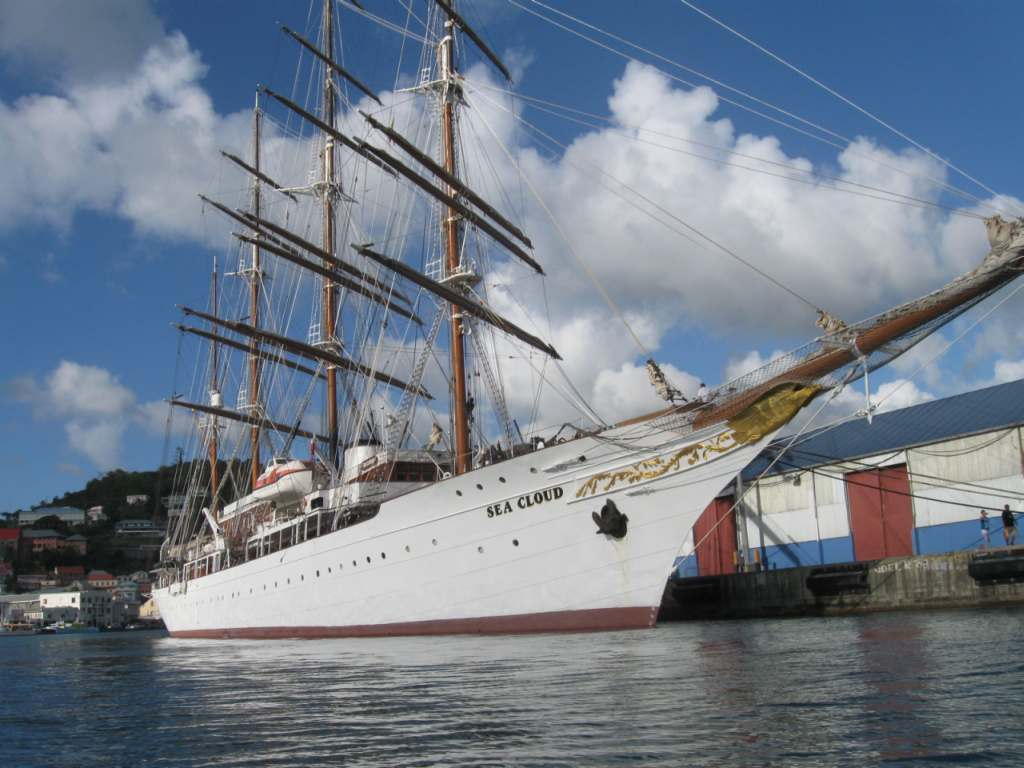
Вітрильник «Sea cloud» біля причалу